# PlayStation Mobile

Icono de "PlayStation Mobile"

PlayStation Mobile (anteriormente llamado PlayStation Suite) es un Framework usado para entregar contenido descargable para dispositivos que cumplen los requerimientos de PlayStation Certified. Actualmente, esto incluye dispositivos que utilizan Android 2.3 con características requerimientos de hardware específicos y la PlayStation Vita. PlayStation Mobile está basado en la plataforma Mono.
Una beta abierta fue lanzada el 19 de abril de 2012. PlayStation Mobile abrió en los Estados Unidos, Japón, Canadá, Reino Unido, Francia, Alemania, Italia, España y Australia el 3 de octubre de 2012. Sony indica que el soporte de PlayStation Mobile incluirá más países con el tiempo. También se ha mencionado que la integración con PlayStation Network está siendo desarrollado. Después del desarrollo de PlayStation Network En 2016 se cerró la plataforma Playstation Mobile sin anuncio alguno 
El 8 de mayo de 2013, Sony anunció que el pago de licencia de publicador de €80/£65/$99 podría no ser exigido, en un intento de atraer más desarrolladores para crear juegos para el servicio.

## Juegos
Los juegos lanzados bajo el nombre de PlayStation Mobile están disponibles a través de la PlayStation Store, permitiendo a los jugadores descargar los títulos a sus dispositivos. Los juegos lanzados bajo el programa pueden tener los controles del DualShock encima de la pantalla touch, aunque los dispositivos que tienen controles análogos como la PlayStation Vita o Sony Ericsson Xperia Play, los controles se aplican directamente en ellos. Los desarrolladores también pueden hacer juegos que utilicen totalmente una pantalla touch, si ellos lo eligen.
Actualmente, existen más de 70 juegos disponibles en el servicio.

## PlayStation Certified
Para asegurar que los dispositivos Android ejecutan el contenido de PlayStation Mobile correctamente, Sony ha creado un set de reglas y requerimientos de hardware conocido como PlayStation Certified. El primer dispositivo certificado fue el Sony Ericsson Xperia Play. La PlayStation Vita también tiene acceso a PlayStation Mobile. En una actualización de noviembre del 2011, los dispositivos Sony Ericsson Xperia Arc e Xperia acro fueron certificados por PlayStation. El Sony Xperia S, Xperia ion y las tabletas de Sony también fueron certificados.
HTC fue la primera compañía fuera de Sony en ofrecer dispositivos certificados por PlayStation. Los auriculares de la serie HTC One serán soportados. También se incluyen los modelos HTC One X, HTC One S, HTC One V, HTC One XL, HTC One X+ y el HTC Evo 4G LTE. En la conferencia de prensa del Gamescon 2012 de Sony, se reveló que el WikiPad también será certificado y ASUS creará hardware certificado. En el Tokyo Game Show se reveló que Fujitsu y Sharp también serán partners.
- Datos: Q1140931